# Longbai Xincun
Longbai Xincun (chiń. 龙溪路站站) – stacja początkowa metra w Szanghaju, na linii 10. Zlokalizowana jest pomiędzy stacjami Longxi Lu i Ziteng Lu. Została otwarta 10 kwietnia 2010.